# 龙门山 (四川)

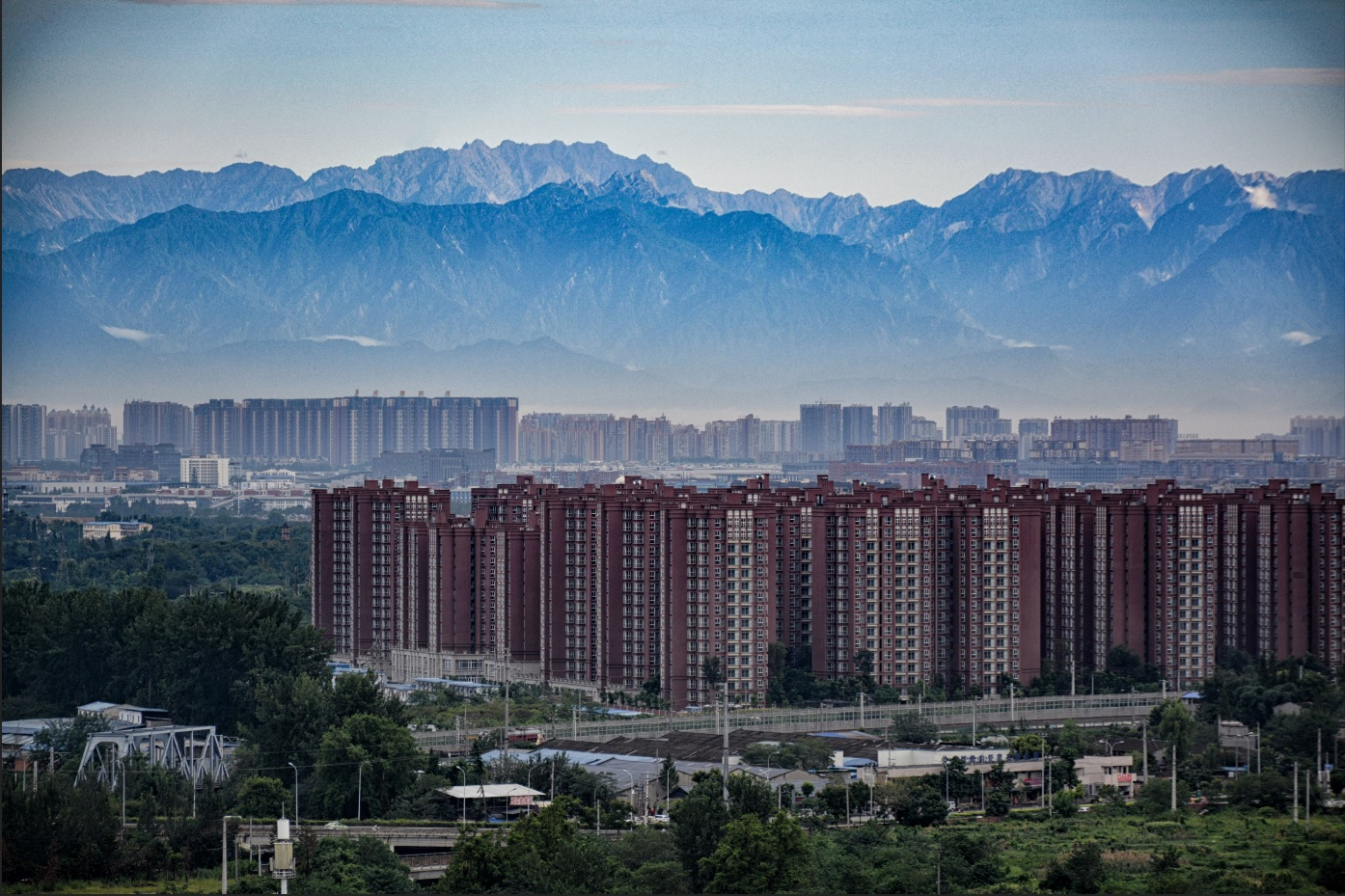
在成都遥看龙门山脉

龙门山，是中国四川北部主要山脉之一和风景区。在地殼活動研究裡，以龙门山断层聞名。
龙门山脉位于四川盆地西北边缘，东北-西南走向，东北起于广元市青川县四川、陕西交界处，西南抵达泸定县境内，全长约500公里，宽30-70公里，跨广元、绵阳、成都市和阿坝州等，为四川盆地与川西高原地区的分界线。最高峰为九顶山，海拔4984米。
龙门山脉古称“茶坪山”、“湔山”等，传说为大禹故乡，包含银厂沟等多个风景区，分布有珙桐、水杉、银杏、大熊猫、小熊猫等珍稀动植物。在龙门山脉区域内设立有白水河国家级自然保护区、龙门山国家级风景名胜区、龙门山构造地质国家地质公园和白水河国家级森林公园等自然保护区域。
2008年5月12日，龙门山全境遭受2008年汶川大地震袭击，损失惨重。龙门山风景名胜区/地质公园的银厂沟景区/园区多处自然景观中的精华景点，如大、小龙潭等已经永久消失。